# Биолошко сузбијање штеточина
Биолошка контрола или био контрола је метода сузбијања штеточина као што су инсекти, гриње, коров и болести биљака помоћу других организама. Ослања се на предаторство, паразитизам, биљоједе и друге природне механизме, али обично укључује и активну улогу управљања људима. Може бити важна компонента програма интегрисаног управљања штеточинама (ИПМ).
Постоје три основне стратегије за биолошку контролу штеточина: класична (увоз), где се природни непријатељ штеточина уноси у нади да ће се постићи контрола; индуктивна (повећавање), у којој се даје велика популација природних непријатеља за брзу контролу штеточина; и инокулативна (конзервација), у којој се предузимају мере за одржавање природних непријатеља кроз редовно обнављање.
Природни непријатељи инсеката штеточина, такође познати као агенси биолошке контроле, укључују предаторе, паразитоиде, патогене и конкуренте. Агенси биолошке контроле биљних болести најчешће се називају антагонистима. Биолошки агенси за сузбијање корова укључују предаторе семена, биљоједе и биљне патогене.
Биолошка контрола може имати нуспојаве на биодиверзитет кроз нападе на нециљне врсте било којим од горе наведених механизама, посебно када се врста уведе без темељног разумевања могућих последица.

## Историја
Термин "биолошка контрола" први је употребио Хари Скот Смит на састанку Пацифичког огранка Америчког удружења економских ентомолога 1919. у Риверсајду. У ширу употребу увео га је ентомолог Пол Х. Дебах (1914–1993) који је током свог живота радио на штеточинама цитруса. Међутим, ова пракса се раније користила вековима. Први извештај о употреби врсте инсеката за сузбијање штеточина инсеката потиче из „Nanfang Caomu Zhuang“ (南方草木狀 ; Биљке јужних региона) (око 304. не), који се приписује ботаничару династије Ђин Ји Хану (嵇含, 263–307), у коме се помиње да „људи Јиаожи продају мраве и њихова гнезда причвршћена за гранчице које личе на танке памучне коверте, при чему је црвенкасто-жути мрав већи од нормалног. Без таквих мрава, јужно воће агрума ће бити озбиљно оштећено инсектима “. Мрави који се користе познати су као хуанг ган ( хуанг = жути, ган = цитрусни) мрави (Oecophylla smaragdina). О тој пракси је касније известио Линг Биао Лу II (касна династија Танг или раних пет династија), у Ji Le Pian од стране Жуанг Јису ( Династија Сунг), у Књизи о садњи дрвећа Ју Џен Муа (династија Минг), у књизи Guangdong Xing Yu (17. век), Lingnan од Ву Џен Фанга (Династија Ћинг), у Nanyue Miscellanies Ли Дијао Јуана и др.
Технике биолошке контроле какве данас познајемо почеле су да се појављују 1870-их. Током ове деценије, у Сједињеним Државама, ентомолог из Мисурија ЦВ Рајли и ентомолог из државе Илиноис В. ЛеБарон започели су прерасподелу паразитоида унутар државе да би контролисали штеточине усева. Прву међународну пошиљку инсекта као биолошког средства за контролу направио је Чарлс В. Рајли 1873. године, отпремајући у Француску гриње предаторске Tyroglyphus phylloxera како би помогли у борби против филоксере винове лозе (Daktulosphaira vitifoliae) која је уништавала винову лозу у Француској. Министарство пољопривреде Сједињених Држава (УСДА) покренуло је истраживање класичне биолошке контроле након оснивања Одељења за ентомологију 1881. године, са Ц.В. Рајлијем као шефом. Први увоз паразитоидне осе у Сједињене Државе био је браконид Cotesia glomerata 1883–1884, увезен из Европе ради сузбијања инвазивног белог лептира из купуса, Лептир купусар. 1888–1889 буба ведалија, Rodolia cardinalis, буба дама, уведена је из Аустралије у Калифорнију како би контролисала вагу од памучног јастука, Icerya purchasi. Ово је постало велики проблем за новоразвијену индустрију цитруса у Калифорнији, али до краја 1889. популација памучних јастучића је већ опала. Овај велики успех довео је до даљег увођења корисних инсеката у САД.
Године 1905. УСДА је покренула свој први велики програм биолошке контроле, шаљући ентомологе у Европу и Јапан да траже природне непријатеље циганског мољца, Lymantria dispar dispar и смеђег мољца, Euproctis chrysorrhoea, инвазивних штеточина дрвећа и жбуња. Као резултат тога, девет паразитоида (усамљених оса) циганског мољца, седам смеђег мољца и два предатора оба мољца, постало је успостављено у САД. Иако ови природни непријатељи циганског мољца нису у потпуности контролисани, учесталост, трајање и тежина његових избијања су смањени и програм се сматрао успешним. Овај програм је такође довео до развоја многих концепата, принципа и процедура за спровођење програма биолошке контроле.
Кактуси бодљикаве крушке уведени су у Квинсленд у Аустралији као украсне биљке, почевши од 1788. Брзо су се проширили на преко 25 милиона хектара Аустралије до 1920. године, повећавајући се за 1 милион хектара годишње. Копање, спаљивање и дробљење показало се неефикасним. Уведена су два контролна средства која помажу у контроли ширења биљке, кактусни мољац Cactoblastis cactorum и кукац Dactylopius. Између 1926. и 1931. десетине милиона јаја кактусовог мољца дистрибуирано је широм Квинсленда са великим успехом, а до 1932. већина подручја опунције је уништена.
Први пријављени случај покушаја класичне биолошке контроле у Канади укључује паразитоидну осу Trichogramma minutum. Појединци су ухваћени у држави Њујорк и пуштени у баште Онтарија 1882. од стране Вилијама Саундерса, школованог хемичара и првог директор експерименталних фарми Доминион, због сузбијања инвазивне рибизле Nematus ribesii. Између 1884. и 1908. године, први ентомолог Доминиона, Џејмс Флечер, наставио је са увођењем других паразитоида и патогена за контролу штеточина у Канади.

## Врсте биолошког сузбијања штеточина
Постоје три основне стратегије биолошке контроле штеточина: увоз (класична биолошка контрола), повећање и очување.

### Увоз
Увоз или класична биолошка контрола укључује уношење природних непријатеља штеточина на ново место где се они природно не јављају. Рани случајеви су често били незванични и нису засновани на истраживањима, а неке унесене врсте су и саме постале озбиљне штеточине.
Да би био најефикаснији у контроли штеточина, агенс биолошке контроле захтева способност колонизације која му омогућава да држи корак са променама станишта у простору и времену. Контрола је највећа ако агенс има временску постојаност тако да може да одржи своју популацију чак и у привременом одсуству циљне врсте, и ако је опортунистички сакупљач хране, што му омогућава да брзо експлоатише популацију штеточина.
Један од најранијих успеха био је сузбијање Icerya purchasi (љуска од памучног јастука) у Аустралији, коришћењем предаторског инсекта Rodolia cardinalis (буба ведалија). Овај успех је поновљен у Калифорнији користећи бубу и паразитоидну муву, Cryptochaetum iceryae. Други успешни случајеви укључују контролу Antonina graminis-а у Тексасу од стране Neodusmetia sangwani 1960-их.
Штета од Hypera postica, жижака луцерке, озбиљне интродуковане штеточине сточне хране, значајно је смањена уношењем природних непријатеља. 20 година након њиховог увођења, популација жижака у области луцерке третираних од луцерке жижака у североисточним Сједињеним Државама остала је мања за 75 процената.
Алигаторски коров је у Сједињене Државе унет из Јужне Америке. Укорењује се у плиткој води, ометајући пловидбу, наводњавање и контролу поплава. Алигаторска бува и две друге биолошке контроле пуштене су на Флориду, што је у великој мери смањило количину земље коју покрива биљка. Још један водени коров, џиновска салвинија (Salvinia molesta) је озбиљна штеточина, која покрива водене путеве, смањује проток воде и штети аутохтоним врстама. Сузбијање жижака салвиније (Cyrtobagous salviniae) и мољца салвиније (Samea multiplicalis) је ефикасна у топлим климатским условима, а у Зимбабвеу је постигнута контрола од 99% корова током две године раздобље.
Мале комерцијално узгајане паразитоидне осе,Trichogramma ostriniae, обезбеђују ограничену и несталну контролу европског кукурузног мољца (Ostrinia nubilalis), озбиљне штеточине. Пажљиве формулације бактерије Bacillus thuringiensis су ефикасније. O. nubilalis интегрисана контрола ослобађа Tricogramma brassicae (паразитоиде јаја) и касније Bacillus thuringiensis subs. kurstaki (ефекат ларвицида) смањују штету од штеточина боље од третмана инсектицидима 
Популација Levuana iridescens, мољца Левуана, озбиљне штеточине кокоса на Фиџију, стављена је под контролу класичним биолошким програмом контроле 1920-их.

### Повећање
Повећање укључује додатно ослобађање природних непријатеља који се јављају у одређеном подручју, повећавајући природно присутне популације тамо. У инокулативном ослобађању, мали број контролних агенса се ослобађа у интервалима како би им се омогућило да се размножавају, у нади да ће се успоставити дугорочна контрола и на тај начин задржати штеточина на ниском нивоу, што представља превенцију, а не лечење. У инундативном ослобађању, насупрот томе, велики број се ослобађа у нади да ће се брзо смањити штетна популација штеточина, исправљајући проблем који се већ појавио. Повећање може бити ефикасно, али није гарантовано да ће деловати и зависи од прецизних детаља интеракције између сваке штеточине и средства за контролу.
Пример инокулативног ослобађања јавља се у хортикултурној производњи неколико усева у пластеницима. Периодична ослобађања паразитоидне осе, Encarsia formosa, користе се за сузбијање стакленичке беле мушице  док се гриња грабљива Phytoseiulus persimilis користи за сузбијање двопегаве гриње.
Паразит јајета Trichogramma се често ослобађа инундативно ради сузбијања штетних мољаца. Уведен је нови начин за инундативна издања, односно коришћење дронова. Паразитоиди јаја су у стању да пронађу јаја циљног домаћина помоћу неколико знакова. Каиромони су пронађени на љуски мољца. Слично томе, Bacillus thuringiensis и други микробни инсектициди се користе у довољно великим количинама за брзи ефекат. Препоручене стопе ослобађања Trichogramma у повртарским или ратарским културама крећу се од 5.000 до 200.000 по хектару (1 до 50 по квадратном метру) недељно у зависности од нивоа заразе штеточинама. Слично томе, ваљкасти црви који убијају инсекте (који су ентомопатогени) ослобађају се милионима, па чак и милијардама по јутру за контролу одређених штеточина инсеката који живе у земљишту.

### Очување
Очување постојећих природних непријатеља у животној средини је трећи метод биолошке контроле штеточина. Природни непријатељи су већ прилагођени станишту и циљаној штеточини, а њихово очување може бити једноставно и исплативо, као када се биљке које дају нектар узгајају у границама пиринчаних поља. Они обезбеђују нектар за подршку паразитоидима и грабежљивцима штеточина биљки и показали су се да су толико ефикасни (смањење густине штеточина за 10 или чак 100 пута) да су фармери прскали 70% мање инсектицида и уживали у приносу повећаном за 5%. Утврђено је да су грабљивице лисних уши на сличан начин присутни у травама које се налазе на граници поља у Енглеској, али су се ширили преспоро да би стигли до средишта поља. Контрола је побољшана засађивањем метар широке траке травнате траве у центрима поља, што је омогућило грабежљивцима лисних уши да тамо презиме.
Системи усева се могу модификовати тако да фаворизују природне непријатеље, што се понекад назива манипулација стаништима. Обезбеђивање погодног станишта, као што је ветробрани појас, жива ограда или обала буба где корисни инсекти као што су паразитоидне осе могу да живе и да се размножавају, може помоћи да се обезбеди опстанак популација природних непријатеља. Једноставне ствари као што је остављање слоја опалог лишћа или малча на месту обезбеђује одговарајући извор хране за црве и пружа склониште за инсекте, а заузврат је извор хране за такве корисне сисаре као што су јежеви и ровчице. Компости и гомиле дрвета могу пружити склониште за бескичмењаке и мале сисаре. Дуга трава и баре подржавају водоземце. Неуклањање мртвих једногодишњих и неотпорних биљака у јесен омогућава инсектима да искористе своја шупља стабљика током зиме. У Калифорнији, стабла суве шљиве се понекад саде у виноградима да би се обезбедило побољшано станиште за презимљавање или уточиште за кључног паразитоида штеточина грожђа. Понекад се предузимају и вештачка склоништа у облику дрвених сандука, сандука или саксија, посебно у баштама, како би се обрађена површина учинила привлачнијом за природне непријатеље. На пример, уши су природни грабежљивци који се могу подстицати у баштама тако што окаче наопачке саксије пуњене сламом или дрвеном вуном. Зелене чипке се могу подстаћи употребом пластичних боца са отвореним дном и ролом картона унутра. Кућице за птице омогућавају гнежђење птицама инсектоједа; најкорисније птице се могу привући одабиром отвора довољно великог за жељену врсту.
У производњи памука, замена инсектицида широког спектра са селективним мерама контроле као што је Bt памук може створити повољније окружење за природне непријатеље штеточина памука због смањеног ризика од излагања инсектицидима. Такви предатори или паразитоиди могу да контролишу штеточине на које Bt протеин не утиче. Смањени квалитет и бројност плена повезани са повећаном контролом од Bt памука такође могу индиректно смањити популацију природних непријатеља у неким случајевима, али проценат штеточина поједених или паразитирајућих у Bt и не-Bt памуку је често сличан.

## Биолошка средства за контролу

### Предатори
Предатори су углавном слободно живуће врсте које директно конзумирају велики број плена током целог свог живота. С обзиром да су многе главне штеточине усева инсекти, многи предатори који се користе у биолошкој контроли су инсектоједи. Госпе, а посебно њихове ларве које су активне између маја и јула на северној хемисфери, прождрљиви су грабежљивци лисних уши, а такође конзумирају гриње, љускаве инсекте и мале гусенице. Пегава буба (Coleomegilla maculata) такође је у стању да се храни јајима и ларвама колорадске кромпирове златице (Leptinotarsa decemlineata).
Ларве многих врста лебдећих муха углавном се хране лисним ушима, а једна ларва прождире и до 400 током свог живота. Њихова ефикасност у комерцијалним усевима није проучавана.
Паук рак (Philodromus cespitum) такође лови лисне уши и делује као биолошки агенс за контролу у европским воћњацима.
Неколико врста ентомопатогених нематода су важни предатори инсеката и других штеточина бескичмењака. Ентомопатогене нематоде формирају стадијум отпоран на стрес познат као инфективни јувенил. Они се шире у тлу и инфицирају погодне домаћине инсеката. По уласку у инсекта они се крећу у хемолимфу где се опорављају од стагнирајућег стања развоја и ослобађају своје бактеријске симбиозе. Бактеријски симбионти се размножавају и ослобађају токсине, који затим убијају инсекте домаћина. Phasmarhabditis hermaphrodita је микроскопска врста ваљкастог црва која убија пужеве. Његов сложени животни циклус укључује слободно живућу, инфективну фазу у земљишту где се повезује са патогеном бактеријом као што је Moraxella osloensis. Нематода улази у пужа кроз подручје задњег омотача, након тога се храни и размножава унутра, али бактерије су те које убијају пужа. Нематода је комерцијално доступна у Европи и примењује се заливањем на влажно земљиште. Ентомопатогене нематоде имају ограничен рок трајања због њихове ограничене отпорности на високе температуре и суве услове. Врста тла на коју се примењују такође може ограничити њихову ефикасност.
Врсте које се користе за сузбијање паучинастих гриња укључују предаторске гриње Phytoseiulus persimilis, Neoseilus californicus, и Amblyseius cucumeris, грабљивицу (Feltiella acarisuga), и бубамару Stethorus punctillum. Буба Orius insidiosus је успешно коришћена против двопегасте паукове гриње и западног цветног трипса (Frankliniella occidentalis).
Предатори укључујући Cactoblastis cactorum (горе поменути) такође се могу користити за уништавање инвазивних биљних врста. Као други пример, отровни мољац (Agonopterix alstroemeriana) може се користити за контролу отровне кукуте (Conium maculatum). Током фазе ларве, мољац стриктно конзумира своју биљку домаћина, отровну кукуту, и може постојати на стотине ларви по појединачној биљци домаћину, уништавајући велике делове кукуте.
За штеточине глодара, мачке су ефикасна биолошка контрола када се користе у комбинацији са смањењем „уточишта/локација за скривање“. Иако су мачке ефикасне у спречавању „експлозија популације“ глодара, оне нису ефикасне за елиминисање већ постојећих тешких инфестација. Кукувије се такође понекад користе као биолошка контрола глодара. Иако не постоје квантитативне студије о ефикасности сова ушара за ову сврху, они су познати грабежљивци глодари који се могу користити као додатак или уместо мачака; могу се охрабрити да уђу у простор са кутијама за гнезда.
У Хондурасу, где је комарац Aedes aegypti преносио денга грозницу и друге заразне болести, покушана је биолошка контрола акционим планом заједнице; копеподи, бебе корњача и малолетна тилапија додани су у бунаре и резервоаре где се размножавају комарци и елиминишу ларве комараца.
Чак и међу чланконошцима који се обично сматрају обавезним грабежљивцима животиња (посебно других артропода), извори цвеће хране (нектар и у мањој мери полен) су често корисни додатни извори. У једној студији примећено је да одрасла Adalia bipunctata (предатор и уобичајена био контрола Ephestia kuehniella) може да преживи на цвећу, али никада није завршила свој животни циклус, па је урађена мета-анализа да би се открио такав општи тренд у раније објављеним подацима, ако је постојао. У неким случајевима су цветни ресурси потпуно неопходни. Све у свему, цветни ресурси (и имитација, тј. шећерна вода) повећавају дуговечност и плодност, што значи да чак и број грабежљиве популације може зависити од обиља хране која није плен. Стога одржавање популације био контроле - и успех - могу зависити од цвећа у близини.

### Паразитоиди
Паразитоиди полажу своја јаја на или у тело домаћина инсекта, који се затим користи као храна за развој ларви. Домаћин је на крају убијен. Већина паразитоида инсеката су осе или муве, а многи имају веома узак распон домаћина. Најважније групе су ихнеумонидне осе, које углавном користе гусенице као домаћине; браконидне осе, које нападају гусенице и широк спектар других инсеката укључујући лисне уши; халцидоидне осе, које паразитирају на јајима и ларвама многих врста инсеката; и тахинидне мушице, које паразитирају на широком спектру инсеката, укључујући гусенице, одрасле јединке и ларве буба, и праве бубе. Паразитоиди су најефикаснији у смањењу популација штеточина када њихови организми домаћини имају ограничена уточишта да се сакрију од њих.
Паразитоиди су међу најраспрострањенијим агенсима биолошке контроле. Комерцијално, постоје два типа система узгоја: краткорочни дневни принос са високом производњом паразитоида по дану и дугорочни системи ниске дневне производње. У већини случајева, производња ће морати да буде усклађена са одговарајућим датумима ослобађања када ће осетљиве врсте домаћина у одговарајућој фази развоја бити доступне. Већи производни погони производе на годишњем нивоу, док неки објекти производе само сезонски. Објекти за узгој су обично на значајној удаљености од места где ће се агенси користити на терену, а транспорт паразитоида од места производње до места употребе може представљати проблеме. Услови транспорта могу бити превише врући, па чак и вибрације из авиона или камиона могу негативно утицати на паразитоиде.
Encarsia formosa је мала паразитоидна оса која напада беле мушице, инсекте који се хране соком и који могу изазвати венуће и црну чађаву плесни у стакленичким повртарским и украсним културама. Најефикаснији је када се носи са инфестацијама ниског нивоа, пружајући заштиту током дужег временског периода. Оса полаже своја јаја у 'љускице' младих беоњача, постајући црне док се ларве паразита пупају. Gonatocerus ashmeadi ( Опнокрилци : Mymaridae) је уведен да контролише стакласто крилати стрелац Homalodisca vitripennis (Hemiptera: патуљасти цврчци) у Француској Полинезији и успешно је контролисао ~95% густине штеточина.
Пупољак источне смрче је пример разорног инсекта у шумама јеле и смрче. Птице су природан облик биолошке контроле, али Трицхограмма минутум, врста паразитске осе, истражена је као алтернатива контроверзнијим хемијским контролама.
Постоје бројне недавне студије које се баве одрживим методама за контролу градских бубашваба помоћу паразитских оса. Пошто већина бубашваба остаје у канализационом систему и заштићеним подручјима која су неприступачна за инсектициде, употреба оса активних ловаца је стратегија да се покуша смањити њихова популација.

### Патогени
Патогени микроорганизми укључују бактерије, гљивице и вирусе. Они убијају или ослабљују свог домаћина и релативно су специфични за домаћина. Разне микробне болести инсеката јављају се природно, али се такође могу користити као биолошки пестициди. Када се појаве у природи, ове епидемије зависе од густине, јер се углавном јављају само када популације инсеката постају гушће.
Употреба патогена против водених корова била је непозната све до револуционарног предлога Цетлера и Фримена из 1972. године. До тада није коришћена било каква био контрола против водених корова. У свом прегледу могућности, приметили су недостатак интересовања и информација до сада, и навели шта је познато о штеточинама - било да су патогени или не. Предложили су да би ово требало да буде релативно једноставно за примену на исти начин као и друге био контроле. И заиста, у деценијама од тада, исте методе био контроле које су рутинске на копну постале су уобичајене у води.

#### Бактерије
Бактерије које се користе за биолошку контролу инфицирају инсекте преко њихових дигестивних тракта, тако да нуде само ограничене могућности за контролу инсеката са деловима усне шупљине као што су лисне уши и љускави инсекти. Bacillus thuringiensis, бактерија која живи у земљишту, је најраспрострањенија врста бактерија која се користи за биолошку контролу, са најмање четири подврсте које се користе против лепидоптера ( мољац, лептир), колеоптера (буба) и двокрилаца (права мува) инсеката. Бактерија је доступна органским пољопривредницима у кесицама са осушеним спорама које се помешају са водом и прскају на рањиве биљке као што су капуснице и воћке. Гени из Б. thuringiensis су такође уграђени у трансгене усеве, чинећи да биљке експримирају неке од токсина бактерије, који су протеини. Они дају отпорност на штеточине инсеката и на тај начин смањују потребу за употребом пестицида. Ако штеточине развију отпорност на токсине у овим културама, Б. thuringiensis ће такође постати бескорисна у органској пољопривреди. Бактерија Paenibacillus popilliae која изазива болест млечних спора показала се корисном у контроли јапанске бубе, убијајући ларве. Веома је специфичан за своје врсте домаћина и безопасан је за кичмењаке и друге бескичмењаке.
Bacilus спп., флуоресцентне псеудомонаде и Стрептомицет су контроле различитих гљивичних патогена.

#### Гљиве
Ентомопатогене гљиве, које изазивају болест код инсеката, укључују најмање 14 врста које нападају лисне уши. Beauveria bassiana се масовно производи и користи за сузбијање широког спектра штеточина инсеката укључујући беле мушице, трипсе, лисне уши и жижаке. Lecanicillium спп. се користе против белих мува и лисних уши. Metarhizium спп. користе се против штеточина укључујући бубе, скакавце и друге скакавце, хемиптера и паукове гриње. Paecilomyces fumosoroseus је ефикасан против белих мува, трипса и лисних уши; Purpureocillium lilacinus се користи против нематода кореновог чвора, а 89 врста Trichoderma против одређених биљних патогена. Trichoderma viride је коришћена против холандске болести бреста и показала је извесно дејство у сузбијању сребрног листа, болести коштичавих плодова узрокованих патогеном гљивом Chondrostereum purpureum.
Патогене гљиве могу бити контролисане другим гљивама, бактеријама или квасцима, као што су: Глиоцладиум спп., микопаразитски Питхиум спп., бинуклеатни типови Рхизоцтониа спп. и Лаетисариа спп.
Гљиве Цордицепс и Метацордицепс се користе против широког спектра артропода. Ентомопхага је ефикасан против штеточина попут зелене брескве лисне уши.
Неколико припадника Цхитридиомицота и Бластоцладиомицота је истражено као агенси биолошке контроле. Од Цхитридиомицота, Синцхитриум солститиале се сматра контролним агенсом жутог звездастог чичка ( Центауреа солститиалис ) у Сједињеним Државама.

#### Вируси
Бакуловируси су специфични за појединачне врсте домаћина инсеката и показали су се корисним у биолошкој контроли штеточина. На пример, вирус мултикапсидне нуклеарне полиедрозе Лимантриа диспар коришћен је за прскање великих површина шума у Северној Америци где ларве циганског мољца изазивају озбиљну дефолијацију. Ларве мољца убија вирус који су појели и умиру, а лешеви који се распадају остављају честице вируса на лишћу да инфицирају друге ларве.
Вирус сисара, вирус хеморагичне болести зечева, уведен је у Аустралију како би покушао да контролише тамошњу европску популацију зечева. Побегао је из карантина и проширио се широм земље, убијајући велики број зечева. Веома младе животиње су преживеле, преносећи имунитет на своје потомство у догледно време и на крају стварајући популацију отпорну на вирусе. Увођење на Нови Зеланд 1990-их је у почетку било слично успешно, али деценију касније, развио се имунитет и становништво се вратило на нивое пре РХД.
РНК миковируси су контроле различитих гљивичних патогена.

#### Омикота
Лагенидиум гигантеум је плијесан која се преноси водом и која паразитира у фази ларве комараца. Када се нанесу на воду, покретне споре избегавају неприкладне врсте домаћина и траже одговарајуће домаћине ларви комараца. Овај калуп има предности фазе мировања, отпоран на исушивање, са карактеристикама спорог отпуштања током неколико година. Нажалост, подложан је многим хемикалијама које се користе у програмима за смањење комараца.

### Конкуренција
Махунарка Муцуна пруриенс се користи у земљама Бенина и Вијетнама као биолошка контрола проблематичне траве Императа цилиндрица : винова лоза је изузетно снажна и потискује суседне биљке тако што их надмеће за простор и светлост. За Муцуна пруриенс се каже да није инвазивна ван свог култивисаног подручја. Десмодиум унцинатум се може користити у узгоју потискивањем за заустављање паразитске биљке, вјештице ( Стрига ).
Аустралијска жбунаста мува, Мусца ветустиссима, је главна неугодна штеточина у Аустралији, али домаћи разлагачи пронађени у Аустралији нису прилагођени да се хране крављим балегом, где се размножавају жбунасте муве. Стога је Аустралијски пројекат балеге (1965–1985), који је водио Џорџ Борнемиша из Организације за научна и индустријска истраживања Комонвелта, пустио четрдесет девет врста балеге, како би се смањила количина балеге, а тиме и потенцијална места за размножавање лети.

### Комбинована употреба паразитоида и патогена
У случајевима масовне и тешке инфекције инвазивних штеточина, технике контроле штеточина се често користе комбиновано. Пример је смарагдни јасенов сврдлаш, Агрилус планипеннис, инвазивна буба из Кине, која је уништила десетине милиона стабала јасена у свом распрострањењу у Северној Америци. Као део кампање против ње, амерички научници и Кинеска академија за шумарство су од 2003. тражили њене природне непријатеље у дивљини, што је довело до открића неколико паразитоидних оса, односно Тетрастицхус планипенниси, групног ендопаразитоида ларве, Ообиус агрили, усамљеног, партеногени паразит из јаја, и Спатхиус агрили, ектопаразитоид ларве групе. Они су уведени и пуштени у Сједињене Америчке Државе као могућа биолошка контрола смарагдног пепела. Почетни резултати за Тетрастицхус планипенниси показали су обећање и сада се пушта заједно са Беаувериа бассиана, гљивичним патогеном са познатим инсектицидним својствима.

## Циљне штеточине

### Гљивичне штеточине
Ботритис цинереа на зеленој салати, од Фусариум спп. и Пенициллиум цлавиформе, на грожђу и јагоди Трицходерма спп., на јагоди Цладоспориум хербарум, на кинеском купусу Бациллус бревис, и на разним другим културама разним квасцима и бактеријама. Сцлеротиниа сцлеротиорум помоћу неколико био контрола гљивица. Гљивична инфекција махуна пасуља Трицходерма хаматум ако је пре или истовремено са инфекцијом. Црипхонецтриа параситица, Гаеуманномицес граминис, Сцлеротиниа спп., и Опхиостома ново-улми вирусима. Разне пепелнице и рђе од разних Бациллус спп. и флуоресцентне псеудомонаде. Цоллетотрицхум орбицуларе ће сам потиснути даљу инфекцију ако се њиме манипулише да би се произвела системска отпорност изазвана биљкама инфицираним најнижим листом.

## Потешкоће
Многи од најважнијих штеточина су егзотичне, инвазивне врсте које озбиљно утичу на пољопривреду, хортикултуру, шумарство и урбано окружење. Они имају тенденцију да стигну без својих паралелно еволуираних паразита, патогена и предатора, а ако побегну од њих, популације могу порасти. Увоз природних непријатеља ових штеточина може изгледати логичан потез, али то може имати нежељене последице ; прописи могу бити неефикасни и могу постојати непредвиђени ефекти на биодиверзитет, а усвајање техника може бити изазовно због недостатка знања међу пољопривредницима и узгајивачима.

### Последице
Биолошка контрола може утицати на биодиверзитет  кроз грабежљивост, паразитизам, патогеност, конкуренцију или друге нападе на нециљне врсте. Уведена контрола не циља увек само на предвиђене врсте штеточина; може циљати и аутохтоне врсте. На Хавајима су током 1940-их уведене паразитске осе да би сузбиле штеточине лепидоптера, а осе се тамо налазе и данас. Ово може имати негативан утицај на домаћи екосистем; међутим, опсег домаћина и утицаје треба проучити пре него што се прогласи њихов утицај на животну средину.
Животиње кичмењаци имају тенденцију да буду генерални хранитељи и ретко су добра биолошка средства за контролу; многи од класичних случајева "био контроле погрешиле" укључују кичмењаке. На пример, крастача од трске ( Рхинелла марина ) је намерно уведена у Аустралију да би контролисала бубу сиву трску ( Дермолепида албохиртум ), и друге штеточине шећерне трске. 102 крастаче су добијене са Хаваја и узгајане у заточеништву како би се повећао њихов број све док нису пуштене у поља шећерне трске на тропском северу 1935. Касније је откривено да жабе крастаче нису могле да скачу високо и да нису могле да једу бубе од трске које су остале на горњим стабљикама биљака трске. Међутим, крастача је напредовала хранећи се другим инсектима и убрзо се врло брзо ширила; преузела је домаћа станишта водоземаца и донела стране болести домаћим жабама и жабама, драматично смањивши њихову популацију. Такође, када је угрожена или јој се рукује, жаба од трске ослобађа отров из паротоидних жлезда на својим раменима; аутохтоне аустралијске врсте као што су гоане, тигрове змије, дингоси и северни квалови који су покушали да једу жабу су повређени или убијени. Међутим, било је неких недавних доказа да се домаћи предатори прилагођавају, и физиолошки и кроз промену свог понашања, тако да се на дуге стазе њихова популација може опоравити.
Рхиноциллус цоницус, жижак који се храни семеном, уведен је у Северну Америку да контролише егзотични мошусни чичак ( Цардуус нутанс ) и канадски чичак ( Цирсиум арвенсе ). Међутим, жижак такође напада домаће чичке, штети врстама као што је ендемски чичак ( Цирсиум неомекицанум ) одабиром већих биљака (које су смањиле генетски фонд), смањујући производњу семена и на крају угрожавајући опстанак врсте. Слично томе, жижак Ларинус планус је такође коришћен за сузбијање канадског чичка, али је оштетио и друге чичке. Ово је укључивало једну врсту која је класификована као угрожена.
Мали азијски мунгос ( Херпестус јаваницус ) уведен је на Хаваје како би контролисао популацију пацова. Међутим, мунгоси су били дневни, а пацови су излазили ноћу; мунгос је, дакле, чешће ловио ендемске птице Хаваја, посебно њихова јаја, него што је јео пацове, а сада и пацови и мунгоси прете птицама. Ово представљање је предузето без разумевања последица таквог поступка. У то време нису постојали прописи, а пажљивија процена би требало да спречи таква објављивања сада.
Чврста и плодна источна риба комараца ( Гамбусиа холброоки ) је пореклом из југоисточних Сједињених Држава и представљена је широм света 1930-их и 40-их година да би се хранила ларвама комараца и на тај начин се борила против маларије. Међутим, напредовао је на рачун локалних врста, узрокујући опадање ендемских риба и жаба кроз такмичење за ресурсе хране, као и кроз једење њихових јаја и ларви. У Аустралији, контрола комараца је предмет расправе; 1989. истраживачи АХ Артингтон и ЛЛ Лојд су изјавили да је „биолошка контрола популације далеко изван садашњих могућности“.

### Образовање узгајивача
Потенцијална препрека за усвајање биолошких мера контроле штеточина је то што узгајивачи можда радије остану са уобичајеном употребом пестицида. Међутим, пестициди имају нежељене ефекте, укључујући развој отпорности међу штеточинама и уништавање природних непријатеља; ово заузврат може омогућити избијање штеточина других врста осим оних које су првобитно циљане, и на усевима на удаљености од оних третираних пестицидима. Један од метода повећања усвајања метода био контроле од стране узгајивача укључује допуштање да уче тако што ће, на пример, показати једноставне теренске експерименте, омогућавајући им да посматрају живу грабежљивост штеточина или демонстрације паразитирајућих штеточина. На Филипинима, ране сезоне прскања против гусеница листа листа биле су уобичајена пракса, али је од узгајивача затражено да се придржавају 'правила палца' да не прскају листове савијача првих 30 дана након пресађивања; учешће у овоме резултирало је смањењем употребе инсектицида за 1/3 и променом перцепције узгајивача о употреби инсектицида.

## Повезане технике
У вези са биолошком сузбијањем штеточина је техника увођења стерилних јединки у нативну популацију неког организма. Ова техника се широко примењује код инсеката : велики број мужјака стерилисаних зрачењем пушта се у околину, који настављају да се такмиче са домаћим мужјацима за женке. Оне женке које се паре са стерилним мужјацима полажу неплодна јаја, што доводи до смањења величине популације. Временом, уз поновљено увођење стерилних мужјака, то би могло довести до значајног смањења величине популације организма. Слична техника је недавно примењена на коров коришћењем озраченог полена, што је резултирало деформисаним семеном које не клија.